# Dolichopus lundbecki
Dolichopus lundbecki är en tvåvingeart som beskrevs av Charles Howard Curran 1923. Dolichopus lundbecki ingår i släktet Dolichopus och familjen styltflugor.
Artens utbredningsområde är Ontario. Inga underarter finns listade i Catalogue of Life.